# Grafton Elliot Smith
Grafton Elliot Smith, FRS FRCP (Grafton, 15 de agosto de 1871 — 1 de janeiro de 1937) foi um anatomista, Antropólogo e egiptólogo australiano.